# عوزي
عوزي أو أوزي (بالعبرية:עוזי) (بالإنجليزية: Uzi)‏ هو مسدس رشاش إسرائيلي أوتوماتيكي ونصف أوتوماتيكي ذا رد فعلي سلبي. الأشكال المصغرة تعتبر من مسدس آلي. يعتبر سلاح العوزي من أول الأسلحة التي استخدمت تصميم الترباس المصغر الذي يجعل مخزن السلاح يدخل داخل قبضة المسدس لأسلحة القصيرة.
أول عوزي صممه الرائد عوزيل غال في أواخر الأربعينيات. انتهى تصميم النموذج الأولي في الخمسينيات. ثم قُدم إلى القوات الخاصة للجيش الدفاع الإسرائيلي في 1954، وضع للسلاح قضية عامة بعد عامين.
صدرت الكثير من أسلحة العوزي إلى أكثر من 90 دولة. يجري تصنيع السلاح بواسطة مصانع الجيش الإسرائيلي، وأف أن هيرستال (بالإنجليزية: FN Herstal)‏ والكثير من المصانع الأخرى. من سنة 1960 إلى 1980، بيع الكثير من أسلحة العوزي إلى الشرطة والجيش أكثر من أي مسدس رشاش آخر.

## التصميم
نظرية عمله تعتمد علي نظرية الإطلاق للطلقة أثناء حركة الأجزاء للامام مما يقلل من رد الفعل والعزم علي كتلة المزلاج ومن ثم يمكن تصميمه بوزن اقل كما يعمل بنظام فلو باك بتثبيت أجزاء الرشاش للخلف ثم عند الضغط علي الزناد تتقدم الأجزاء الي الامام وتطرق الابرة كبسولة الطلقة التي تنفجر وترتد الأجزاء بتاثير رد فعل الغازات علي كعب الطلقة

## معرض صور

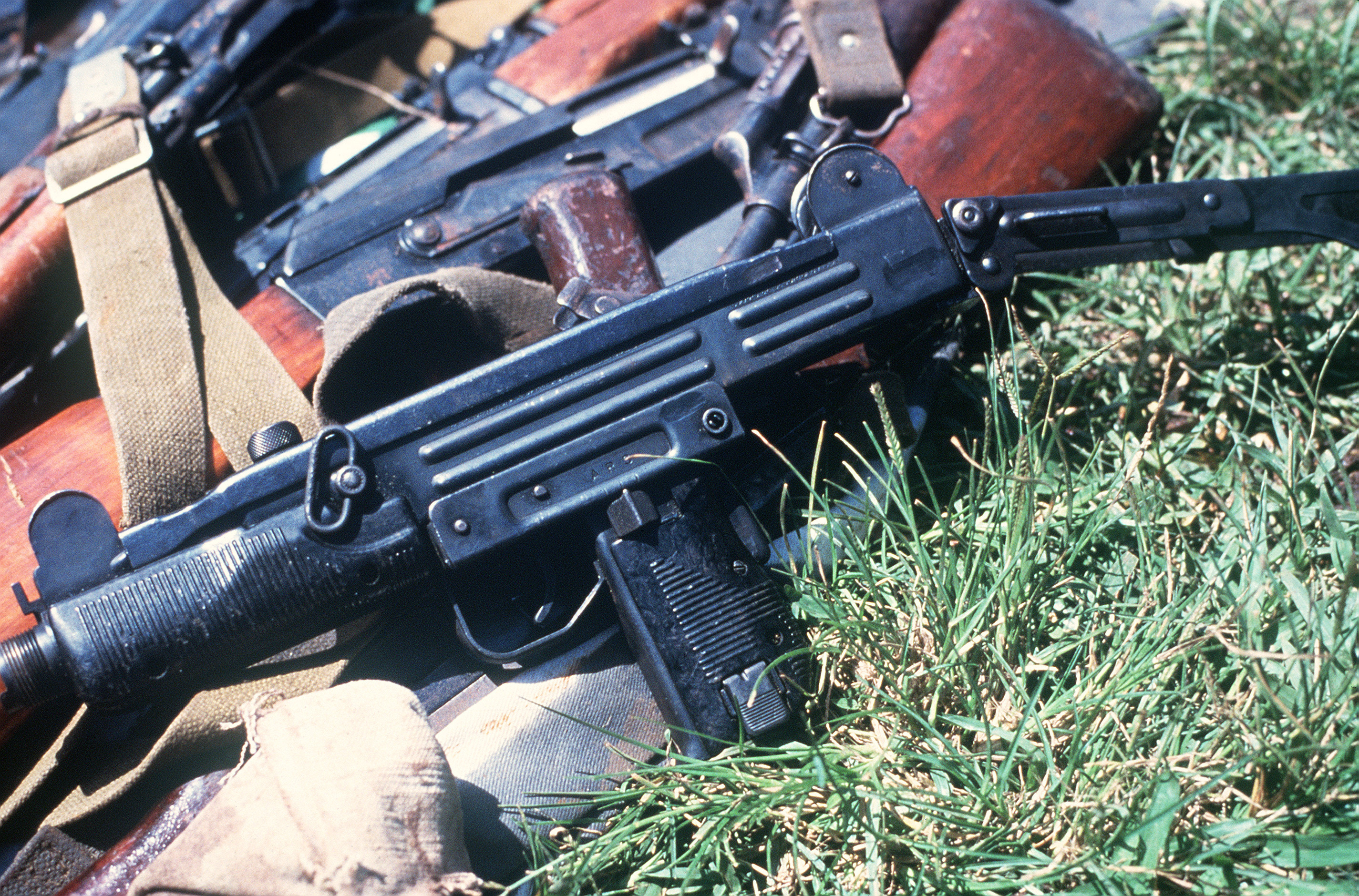
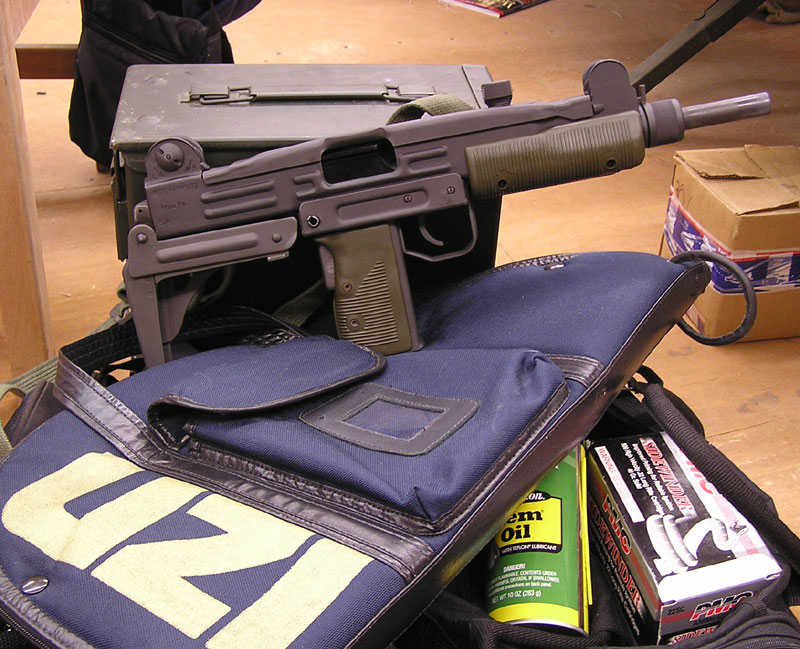
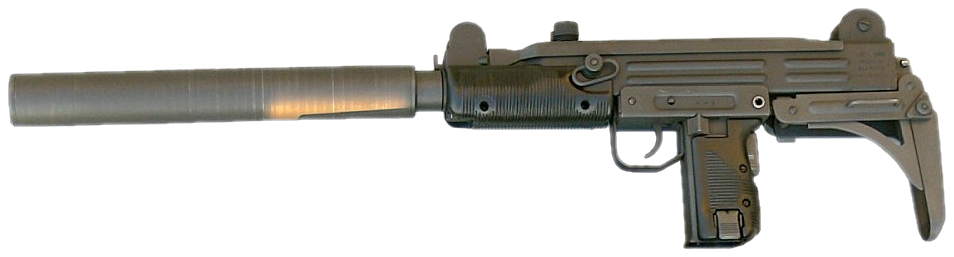
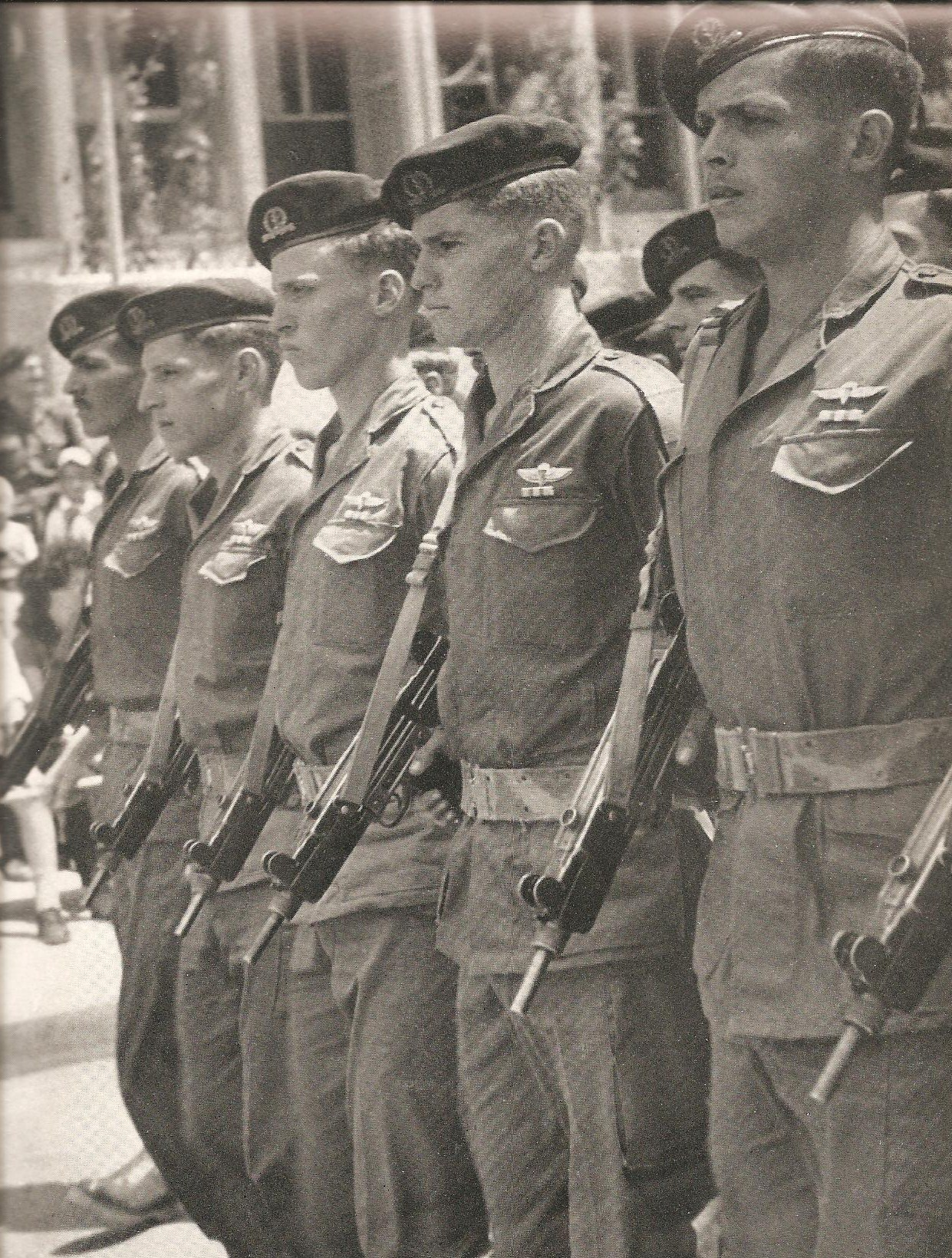
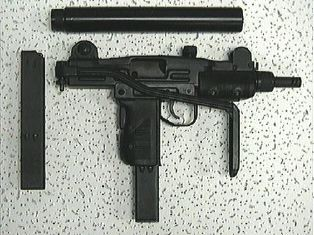
أوزي مصغر (ميني)
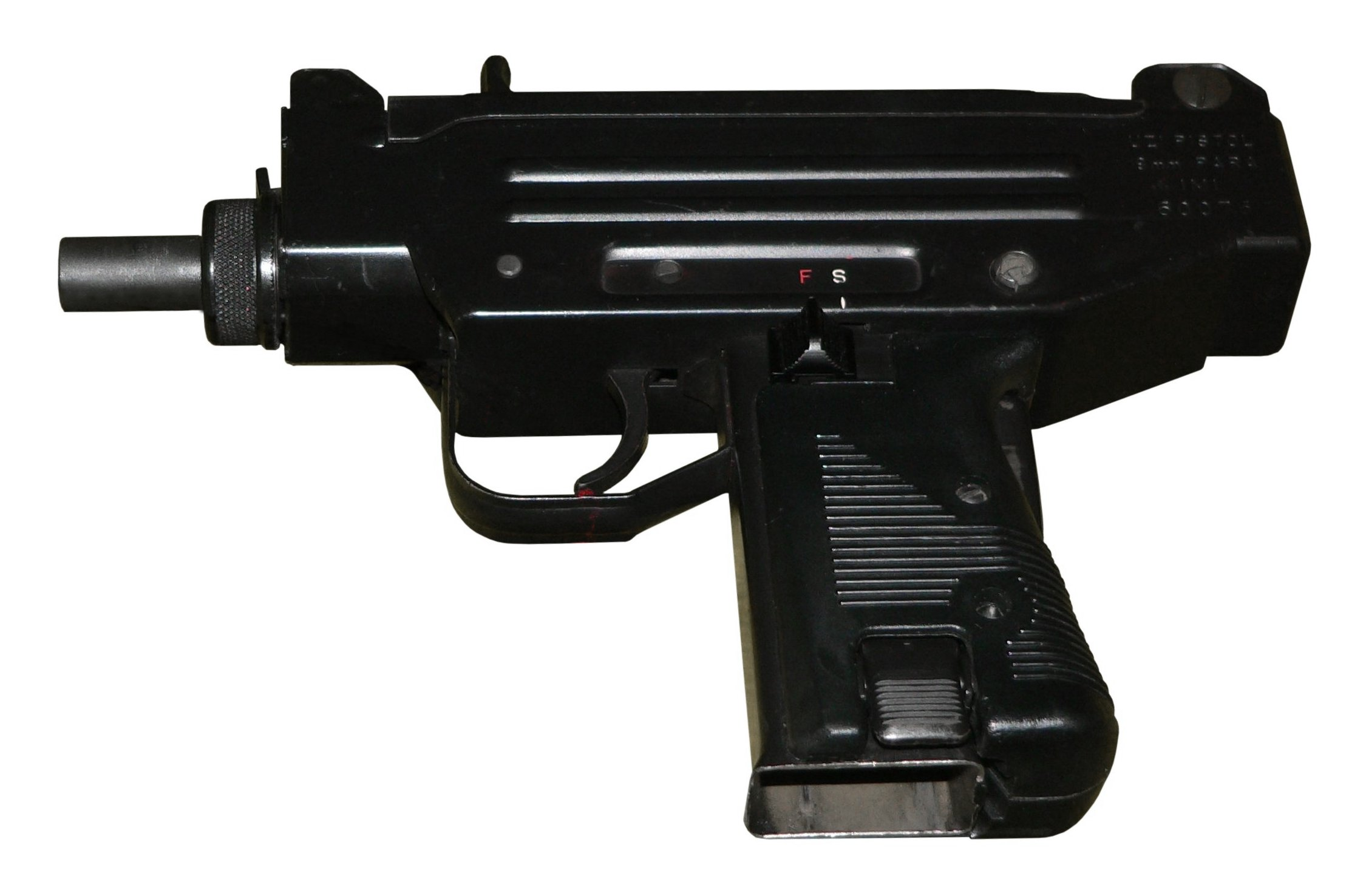
مسدس أوزي